# Axel Burkart
Axel Burkart (* 21. Dezember 1951 in Saalfeld/Saale) ist ein deutscher Buchautor, Anthroposoph und Esoteriker.

## Werdegang
Nach eigenen Angaben war Burkart ein uneheliches Kind und wurde von seinem Vater adoptiert. 1953 flüchtete Burkart mit seinen Eltern aus der DDR nach Bayern. Er wuchs in Giesing, in München auf, studierte an der Technischen Universität München Mathematik und Informatik und beendete dieses Studium als Diplom-Mathematiker und Diplom-Informatiker. 1974 kam er mit der Transzendentalen Meditation in Kontakt, was sein Leben wesentlich beeinflusste. Er wurde Schüler bei Maharishi Mahesh Yogi und lehrte später als Meditationslehrer. 1977 kam er erstmals mit den Lehren von Rudolf Steiner in Kontakt und wurde Anthroposoph. Von 1980 bis 1989 arbeitete er beim Unternehmen Giesecke & Devrient, dessen Chef, Siegfried Otto, sein Onkel war. In den 1990er Jahren war er Geschäftsführer der Naturgesetz Partei.
Axel Burkart betreibt in Bad Reichenhall eine Anthroposophische Akademie, die er "Holiversität" nennt.

## Kontroversen
Auf Einladung der Anthroposophischen Gesellschaft Stuttgart sollte Burkart am 9. und 10. Dezember 2022 im Rudolf-Steiner-Haus auf der Uhlandshöhe einen Vortrag über Die spirituellen Hintergründe des aktuellen Zeitgeschehens und ein Tagesseminar abhalten. Die Veranstaltungen wurden am 7. Dezember 2022 abgesagt, nachdem die Landesarbeitsgemeinschaft der Freien Waldorfschulen in einem Brief kritisiert hatte, „dass eine Person, deren Wirken im rechtsradikalen Millieu bekannt ist, überhaupt eingeladen wird“, und nachdem der Antisemitismusbeauftragte des Landes Baden-Württemberg Michael Blume davor gewarnt hatte, eine Bühne für „Verschwörungserzähler“ zu bieten. Bereits früher war Burkart in dem Waldorf-Magazin Erziehungskunst als ein Vertreter der Neuen Rechten verortet worden.

## Werke
- Jungbrunnen Ayurveda. Wertvolle Geheimtipps für den persönlichen Heilungsweg, Lübbe 2001, ISBN 978-3404701780
- Die Botschaft des Eremiten: Eine Botschaft der Hoffnung, Hugendubel Kreuzlingen 2002, ISBN 978-3720523233
- Das große Rudolf Steiner Buch. Texte aus seinen wichtigsten Werken, Kailash 2003, ISBN 978-3-9438-3595-3
- Hauptsache Liebe: Die 12 Schlüssel zum Himmel auf Erden, Wu Wei Welt e.K. 2007, ISBN 978-3930953882
- Faszination Rudolf Steiner: Eine Einführung in die Anthroposophie, Kailash 2008, ISBN 978-3-7205-6036-8
- Mit einem Satz das Leben ändern: Die Kraft der richtigen Glaubenssätze, Irisiana Verlag, 2014, ISBN 978-3424152012